# María Blanca Álvarez Pinedo
María Blanca Álvarez Pinedo (Villanueva de Córdoba, Córdoba, España, 1931 - Oviedo, Asturias, 4 de febrero de 2012) fue una archivera española. Recibió la Medalla de Asturias en la categoría de plata en 2011.

## Trayectoria
Se licenció en Filosofía y Letras, en la rama de Historia por la Universidad de Valladolid. Realizó el Doctorado con la calificación de sobresaliente. Su primer destino fue la biblioteca pública de Burgos. Después se incorporó como auxiliar en el Archivo General de Simancas en 1953 y 1954 donde investigó sobre Diego de Haedo y la producción de vino en La Seca. Ingresó por oposición en el Cuerpo Facultativo de Archiveros, Bibliotecarios y Arqueólogos en el año 1959 y fue destinada un mes en comisión al Archivo Histórico Nacional, para pasar posteriormente al Archivo General de Indias, en Sevilla. Cesó en este archivo en diciembre de 1959 para incorporarse al Archivo Histórico Provincial de Cantabria, en la Delegación Hacienda y Audiencia Territorial. Fue Directora del Archivo Histórico Provincial de Asturias entre 1971 y hasta su jubilación en 1996. Durante esta etapa impulsó la elaboración del censo de archivos y fondos documentales del Principado de Asturias.
Recibió la Medalla de Asturias en categoría de plata, concedida por el Gobierno de Asturias el 7 de septiembre de 2011. 
También fue vicedelegada de la ONG Manos Unidas en Asturias.
Se casó con Francisco González Menéndez con quien tuvo cuatro hijos. Falleció a los 80 años en 2012 víctima de un cáncer.